# Stormvloed van 1375

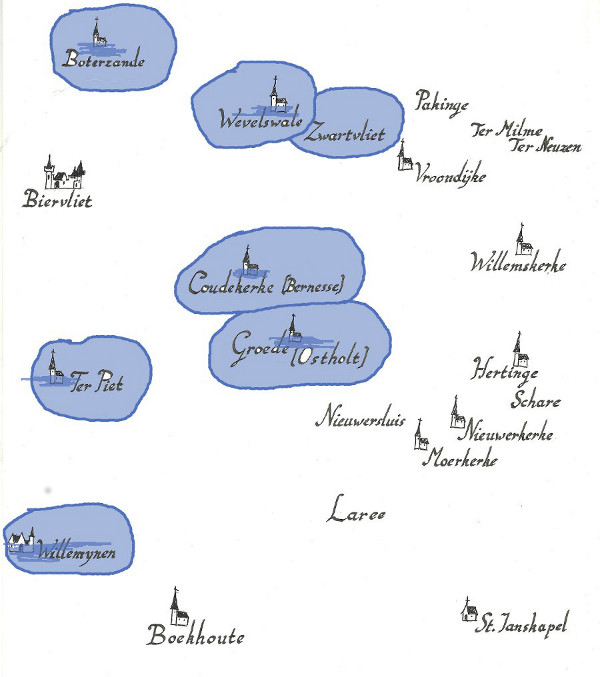
overzicht van de dorpjes die verdronken rond de Braakman bij de stormvloed van 8 oktober 1375

In de nacht van 9 op 10 oktober 1375, en nogmaals op 13 november, werden vele gebieden die nu in Nederland liggen, getroffen door een stormvloed.
In het graafschap Holland:
- de grote of Zuid-Hollandse waard loopt grote averij op.
- De Riederwaard, met de daarin gelegen nederzettingen Ridderkerk, Pendrecht, Donkersloot en Rhoon loopt onder.
- De Westfriese Omringdijk werd doorbroken op meerdere plekken. De dijk tussen Schardam en Hoorn werd hierbij westelijker opnieuw gebouwd, waardoor een deel land buitendijks kwam te liggen.[1]

In het graafschap Vlaanderen:
- De Braakman ontstond:
  - Het dorp Coudekerke verdween.
  - Het dorp De Piet (ook wel Ter Piet, Pieta en Pieten) verdween.
  - Het dorp Elmare verdween.
- De Westerschelde werd verruimd.
- De dijken van het eilandje Schoneveld braken door. Het eilandje, gelegen in de monding van de Westerschelde, raakte overstroomd. Van het eiland werd hierna niets meer vermeld. Nu nog steeds ligt er op die plek een zandbank met de naam Schoneveldbank.

## Onduidelijkheden over stormvloeden in 1374, 1375, 1376 en 1377
Doordat zowel in 1373 en 1374 Nederland werd getroffen door meerdere stormvloeden, is er, mede als gevolg van jaarverwisselingen, in de loop der tijd onduidelijkheid ontstaan over de exacte jaartallen van de stormvloeden. Buisman (zie bronnen) zegt hierover op pagina 271:
"Gottschalk wil voor wat betreft november 1376 niet van een stormvloed spreken, maar liever van een nawerkeffect van de stormvloeden van de beide voorafgaande jaren, misschien bij ruw weer. Als in de literatuur herhaaldelijk het jaar 1376 in verband wordt gebracht met een stormvloed, meestal in combinatie met 1375, dan worden de jaren 1374 en 1375 bedoeld".
Op pagina 273 schrijft hij
"Weikinn citeert verschillende bronnen m.b.t. een stormvloed op 10 oktober 1377 in Friesland en op 16 november 1377 in Vlaanderen, maar geen enkele is doorslaggevend. Gottschalk heeft aangetoond dat 1377 hoogstwaarschijnlijk niet als stormvloedjaar kan worden beschouwd, ondanks de schijn van het tegendeel in de literatuur... ... Zelden voeren zij authentieke bronnen aan en waar dat het geval is, blijkt er verwarring te zijn met de voorafgaande jaren 1376 en 1377"
Kortom, in 1374 en 1375 zijn er drie stormvloeden met grote schades geweest, in 1376 is er ruw weer geweest, en in 1377 is er geen stormvloed geweest.